# Douglas Fowley
Douglas Fowley (* 30. Mai 1911 in Bronx, New York City als Daniel Vincent Fowley; † 21. Mai 1998 in Woodland Hills, Los Angeles, Kalifornien) war ein US-amerikanischer Schauspieler.

## Leben
Daniel Vincent Fowley arbeitete als Kellner, als Hilfsarbeiter bei der New York Times, an der Wall Street, bei der Post, als Ausrufer, Verkäufer, professioneller Footballspieler und schließlich als professioneller Schauspieler. Er hatte bereits Schauspielerfahrung während seiner Zeit in der St. Francis Xavier Military Academy erhalten. Fowley spielte schon am Off-Broadway, bevor er nach Los Angeles zog, um dort am Los Angeles City College und der University of California, Los Angeles zu studieren. Er diente während des Zweiten Weltkrieges in der United States Navy und verlor während seiner Dienstzeit im Pazifik auf einem Flugzeugträger durch einen Unfall seine Zähne.
Nachdem Fowley 1933 in den beiden Spielfilmen The Mad Game und The Woman Who Dared vor der Kamera debütierte, spielte er vornehmlich in B-Movies und Western Bösewichte oder streitlustige Störenfriede. Allerdings übernahm der vielbeschäftigte Nebendarsteller auch außerhalb des Westerngenres nennenswerte Rollen, etwa als genervter Hollywood-Regisseur Roscoe Dexter in Singin’ In The Rain neben Gene Kelly. Seine bekannteste Rolle war die des Doc Holliday, die er von 1955 bis 1961 45 Folgen lang in der Westernserie Wyatt Earp greift ein spielte. Im Laufe seiner fast 50 Jahre währenden Karriere hatte er Auftritte in rund 330 Film- und Fernsehproduktionen.
Daniel Fowley war sieben Mal verheiratet, darunter auch mit den beiden Schauspielerinnen Shelby Payne und Judy Walsh. Er ist der Vater des Musikers Kim Fowley. Am 21. Mai 1998, neun Tage vor seinem 87. Geburtstag, verstarb Fowley im Motion Picture & Television Country House and Hospital. Er hinterließ seine Frau Jean Louise, fünf Kinder, drei Enkel und einen Urenkel. Fowley liegt auf dem Laurel Cemetery in Murrieta, Kalifornien begraben.

## Filmografie (Auswahl)

### Kinofilme
- 1933: The Mad Game
- 1933: The Woman Who Dared
- 1934: Geheimagent 13 (Operator 13)
- 1934: Millionäre bevorzugt (The Girl from Missouri)
- 1936: Große braune Augen (Big Brown Eyes)
- 1936: Kleinstadtmädel (Small Town Girl)
- 1936: Razzia im Süd-Express (36 Hours to Kill)
- 1937: Charlie Chan am Broadway (Charlie Chan on Broadway)
- 1937: Unter vier Augen (This Is My Affair)
- 1938: Alexander’s Ragtime Band
- 1938: Mr. Moto und der Wettbetrug (Mr. Moto’s Gamble)
- 1939: Charlie Chan auf der Schatzinsel (Charlie Chan at Treasure Island)
- 1939: Der Frechdachs von Arizona (The Arizona Wildcat)
- 1939: Herr des wilden Westens (Dodge City)
- 1940: Zum Bösen verdammt (East of the River)
- 1941: Tanks a Million
- 1942: Stand by for Action
- 1942: The Devil with Hitler
- 1943: Die Wunderpille (Jitterbugs)
- 1943: Der Sheriff von Kansas (The Kansan)
- 1945: Wildwest rechnet ab (Don't Fence Me In)
- 1945: What Next, Corporal Hargrove?
- 1945: Life With Blondie
- 1946: Hände hoch! (Drifting Along)
- 1947: Der Windhund und die Lady (The Hucksters)
- 1947: Endlos ist die Prärie (The Sea of Grass)
- 1947: In der Klemme (Desperate)
- 1947: Hoppla, hier kommt Merton! (Merton of the Movies)
- 1948: Abenteuer im Wilden Westen (The Dude Goes West)
- 1948: Abrechnung in Coroner Creek (Coroner Creek)
- 1948: Die schwarze Maske (Black Bart)
- 1949: Banditen am Scheideweg (The Doolins of Oklahoma)
- 1949: Der Brandstifter von Los Angeles (Arson, Inc.)
- 1949: Die Goldräuber von Tombstone (Bad Men of Tombstone)
- 1949: Hoher Einsatz (Any Number Can Play)
- 1949: Kesselschlacht (Battleground)
- 1949: Panik um King Kong (Mighty Joe Young)
- 1949: Zweikampf am Red River (Massacre River)
- 1949: Blondes Gift (Flaxy Martin)
- 1949: Spiel zu dritt (Take Me Out to the Ball Game)
- 1950: Auf des Schicksals Schneide (Edge of Doom)
- 1950: So You Think You’re Not Guilty
- 1950: Armored Car Robbery
- 1951: Tarzan und die Dschungelgöttin (Tarzan’s Peril)
- 1951: Der Cowboy, den es zweimal gab (Callaway Went Thataway)
- 1952: Du sollst mein Glücksstern sein (Singin’ in the Rain)
- 1952: Nur dies eine Mal (Just This Once)
- 1952: Vater werden ist nicht schwer (Room for One More)
- 1952: Fluch der Verlorenen (Horizons West)
- 1953: Cat-Women of the Moon
- 1953: Vorhang auf! (The Band Wagon)
- 1953; Kansas Pazifik (Kansas Pacific)
- 1954: Wenn die Marabunta droht (The Naked Jungle)
- 1954: Der Schürzenjäger von Venedig (Casanova’s Big Night)
- 1954: Es wird immer wieder Tag (The High and the Mighty)
- 1954: Tief in meinem Herzen (Deep in My Heart)
- 1956: Gegen das Gesetz (The Broken Star)
- 1956: Bandido
- 1957: Sheriff Brown räumt auf (The Badge of Marshal Brennan)
- 1957: Die Plünderer von Texas (Raiders of Old California)
- 1960: Begierde im Staub (Desire in the Dust)
- 1961: Barabbas (Barabbà)
- 1963: Flucht der weißen Hengste (Miracle Of The White Stallions)
- 1963: Wer hat in meinem Bett geschlafen? (Who’s Been Sleeping in My Bed?)
- 1964: Der mysteriöse Dr. Lao (7 Faces of Dr. Lao)
- 1965: … und knallten ihn nieder (Guns of Diablo)
- 1969: Die Letzten vom Red River (The Good Guys and the Bad Guys)
- 1972: Die Flucht des Pumas (Run, Cougar, Run)
- 1973: Der Große aus dem Dunkeln (Walking Tall)
- 1974: Die Straße des Bösen (Homebodies)
- 1976: Zwischen Zwölf und Drei (From Noon Till Three)
- 1977: Der weiße Büffel (The White Buffalo)
- 1977: Verschwörung in Black Oak (Black Oak Conspiracy)
- 1979: Eine ganz irre Truppe (The North Avenue Irregulars)

### Serien
- 1955–1961: Wyatt Earp greift ein (The Life and Legend of Wyatt Earp, 45 Folgen)
- 1960–1968: Im wilden Westen (Death Valley Days, zwei Folgen)
- 1964: Bonanza (eine Folge)
- 1965: Die Leute von der Shiloh Ranch (The Virginian, zwei Folgen)
- 1966–1967: Pistolen und Petticoats (Pistols 'n Petticoats, 26 Folgen)
- 1973: Die Straßen von San Francisco (The Streets of San Francisco, eine Folge)
- 1975: Detektiv Rockford – Anruf genügt (The Rockford Files, eine Folge)
- 1975: Starsky & Hutch (Starsky and Hutch, eine Folge)
- 1976: Eine amerikanische Familie (Family, eine Folge)
- 1979: CHiPs (eine Folge)